# Goran Knežević
Goran Knežević (in serbo Горан Кнежевић?; Banatski Karlovac, 12 maggio 1957) è un ex cestista, dirigente sportivo e politico serbo.

## Biografia

### Carriera sportiva
Knežević ha militato nel Partizan vincendo un campionato jugoslavo, una Coppa di Jugoslavia, e, in ambito internazionale una Coppa Korać. Ha poi militato nel Vojvodina Novi Sad e nel Proleter Zrenjanin.
Dal 2005 al 2007 è stato Presidente della Federazione cestistica di Serbia e Montenegro.

### Palmarès
- YUBA liga: 1

Partizan Belgrado: 1978-79
- Coppa di Jugoslavia: 1

Partizan Belgrado: 1979
- Coppa Korać: 1

Partizan Belgrado: 1978-79

### Carriera politica
Goran Knežević iniziò la sua carriera politica nelle file del Partito Democratico e, dopo la rivoluzione dei bulldozer dell'ottobre 2000, che ha messo fine al regime di Slobodan Milošević, venne eletto presidente dell'assemblea municipale di Zrenjanin. Alle elezioni legislative del 28 dicembre 2003 partecipò nella fila della coalizione guidata da Boris Tadić, venendo eletto deputato.
Knežević divenne sindaco di Zrenjanin nel 2004, e venne rieletto nel 2008.
Il 1º aprile 2009 venne accusato di abuso d'ufficio a causa di ammanchi, nelle casse comunali, di 1,6 milioni di euro. Il successivo 23 aprile si dimise dalla carica di sindaco e rimase in custodia cautelare fino al 4 novembre 2009.
Il 27 luglio 2012 venne nominato Ministro dell'Agricoltura, silvicoltura ed economia dell'acqua, all'interno del Governo Dačić, carica che mantenne fino al 2 settembre 2013 quando venne sostituito da Dragan Glamočić.
Venne nominato Ministro dell'economia l'11 agosto 2016, da Aleksandar Vučić, all'interno del Governo Vučić II; carica riconfermata nel Governo Brnabić I del nuovo primo ministro Ana Brnabić fino al 28 ottobre 2020.